# Chronique des pauvres amants
Chronique des pauvres amants est un roman de l'écrivain italien Vasco Pratolini, paru en 1946. Il raconte la vie quotidienne des habitants d'une ruelle populaire de Florence, la Via del Corno, au cours des années 1925-1926, période de la consolidation du régime fasciste en Italie.
Le roman fut adapté au cinéma en 1954 par le réalisateur italien Carlo Lizzani dans un film portant le même titre, et, en français, La Chronique des pauvres amants.